# じーちゃん・ぢぇっと!
『じーちゃん・ぢぇっと!』は、ハセガワケイスケによる日本のライトノベルである。イラストはオカアサハ（1 - 3巻）・七草（1巻）が担当。電撃文庫（メディアワークス）より2005年3月から2008年1月まで全3巻が刊行された。

## あらすじ
"僕"のじーちゃんは還暦を過ぎた住職だというのに、髪を真っ赤に染めてヴィンテージのジーパンやレザーのズボンを着こなし、シルバーのアクセサリーをたくさんつけ、ギターをこよなく愛するという、二十代の若造のような生活を送っていた。
そして、そのじーちゃんは、この世のものではないものを狩る仕事をしていた。

## 既刊一覧
- ハセガワケイスケ（著）・オカアサハ（1 - 3巻イラスト）・七草（1巻イラスト）、メディアワークス〈電撃文庫〉、全3巻
  - 『じーちゃん・ぢぇっと!』、2005年3月10日発売[1]、ISBN 978-4840230018
  - 『じーちゃん・ぢぇっと!! ハニバニ。』、2007年10月10日発売[2]、ISBN 978-4840240260
  - 『じーちゃん・ぢぇっと!!! ラビバニ。』、2008年1月10日発売[3]、ISBN 978-4840241472